# Electronic Sound
| Recensione     | Giudizio |
| -------------- | -------- |
| AllMusic       |          |
| Hervé Bourhis  |          |
| Piero Scaruffi |          |

Electronic Sound è il primo album in studio del chitarrista britannico George Harrison, pubblicato dalla Zapple Records il 9 maggio 1969 nel Regno Unito e il 26 dello stesso mese negli Stati Uniti d'America.

## Descrizione
Il disco si compone di due brani strumentali, Under the Mersey Wall e No Time or Space. Il primo fu registrato nel febbraio 1969 presso lo studio privato di Harrison ad Esher, mentre il secondo venne inciso nel novembre 1968 in California, con l'assistenza tecnica di Bernie Krause. Quest'ultimo in seguito rivelò che No Time or Space si tratta di un edit di lezioni che aveva dato al musicista per far funzionare la tastiera, per cui Harrison semplicemente se n'è appropriato. Krause inoltre doveva apparire molto prominente nei crediti di copertina dell'LP, ma il suo nome venne coperto per la maggior parte da alcuni dei disegni raffigurati nel libretto. I crediti dell'album sono stati scritti all'interno di esso, ed indicano il titolo, il compositore, i musicisti, il luogo di registrazione ed il produttore di questa.
Sul retro della copertina vi appare una citazione accreditata ad Arthur Wix che riporta «Ci sono molte persone che si muovono, facendo molto rumore, eccone delle altre».

## Promozione
A causa della sua natura sperimentale Electronic Sound ebbe scarso successo commerciale: non entrò in classifica nel Regno Unito ed arrivò alla 191ª posizione della Billboard 200 statunitense.
La prima stampa venne pubblicata dalla Zapple Records, sussidiaria della Apple Records, con il numero di serie ZAPPLE 02; l'etichetta sperimentale chiuse poco tempo dopo la distribuzione del disco. Una ristampa LP, con lo stesso numero di serie, risale al 1996. Nel giugno di tale anno la Apple lo ripubblicò su CD con l'inversione dei due brani (sebbene sul retro della copertina le posizioni originarie sono rimaste tali per errore).

## Accoglienza
Il disco è stato accolto con recensioni miste da parte della critica specializzata. Secondo Richard S. Ginell di AllMusic, Under the Mersey Wall è un pezzo divertente, che ha ispirato alcuni passaggi della jam del triplo album All Things Must Pass (1970) I Remember Jeep. La b-side, stando alle sue parole, è poco riuscita, poco virtuosa. Mentre Ginell ha comunque affermato che, considerata la qualità musicale offerta dai sintetizzatori, mantenendosi quindi in contrapposizione con svariati critici, i quali hanno giudicato negativamente il risultato musicale del chitarrista britannico; ad esempio, Hervè Bourhis ha affermato che George si è divertito a realizzare l'album, ma gli ascoltatori non a sentirlo.

## Tracce
Musiche di George Harrison.
1. Under the Mersey Wall – 18:42
2. No Time or Space – 25:07

## Formazione
- George Harrison – moog
- The Siamese Twins – assistenza tecnica (traccia 1)
- Bernie Krause – assistenza tecnica (traccia 2)